# Paul Parrin

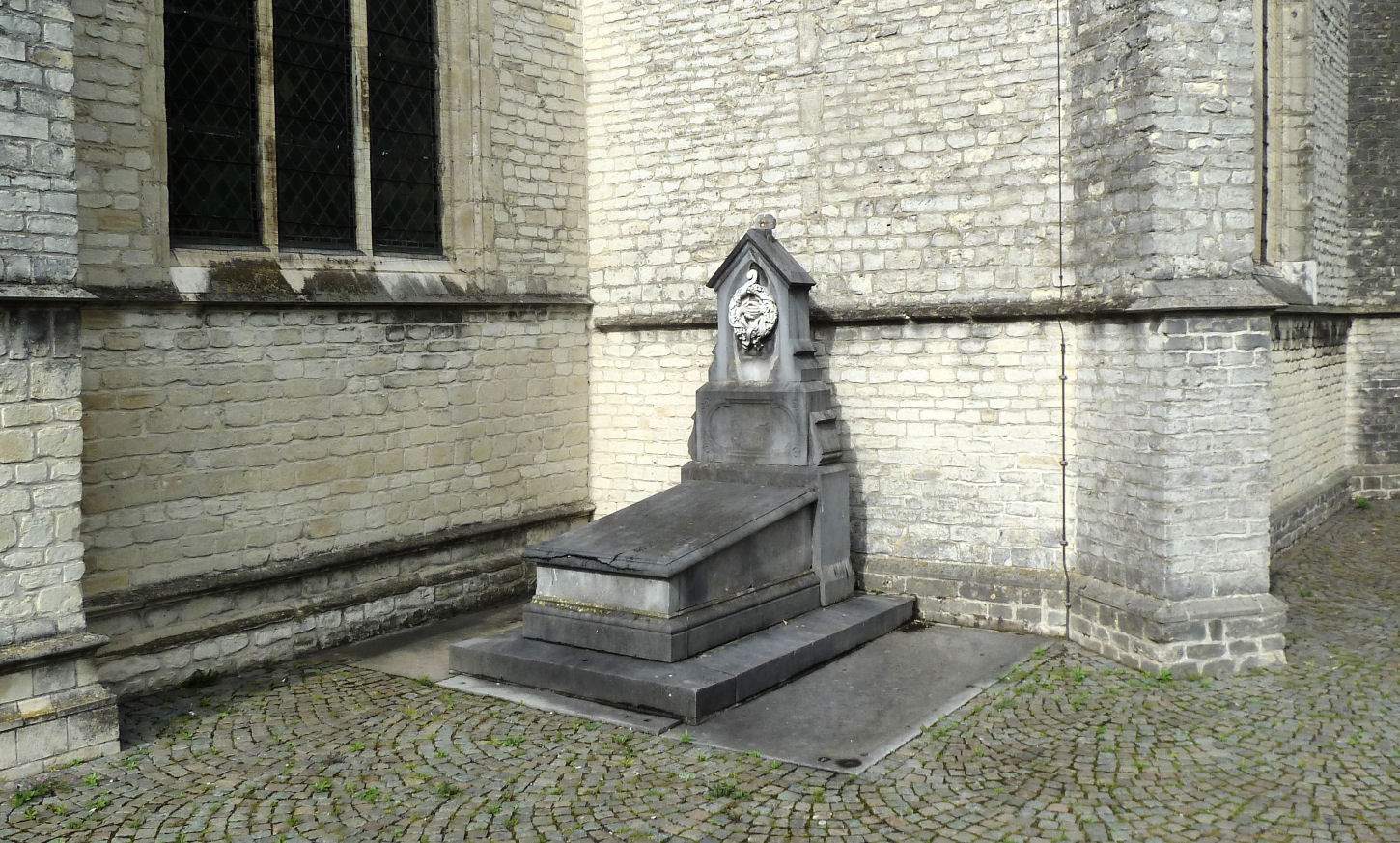
Graf van Paul Parrin-Boeyé in Vrasene

Paul Theodoor Amandus Parrin (Antwerpen, 24 januari 1811 - Sint-Niklaas, 11 mei 1883) was een Belgisch liberaal politicus en burgemeester.

## Levensloop
Parrin was advocaat en grondeigenaar en werd schepen en burgemeester in Sint-Niklaas. Hij was tevens liberaal provincieraadslid.
Hij huwde op 27 september 1841 in Sint-Niklaas met Lucia Joanna Coletta Boeÿe, een dochter van Emmanuel Boëyé uit diens tweede huwelijk.
Parrin werd bijgezet samen met zijn echtgenote op het oude kerkhof van Vrasene, en is begraven naast de H. Kruiskerk.

## Kasteel Parrin
Hij bouwde in Sint-Gillis-Waas een kasteel met paviljoen. Dit is thans eigendom van Fernand Huts, die er een deel van zijn verzameling oude kunst in onderbracht.